# Słajszewko
Słajszewko (kaszb. Słajszéwkò) – część wsi Słajszewo w Polsce, położona w województwie pomorskim, w powiecie wejherowskim, w gminie Choczewo, na obszarze Pobrzeża Kaszubskiego, nad rzeką Chełst. Nie posiada sołtysa, należy do sołectwa Słajszewo.
W latach 1975–1998 Słajszewko administracyjnie należało do województwa gdańskiego.